# 王洞
王洞（?—?），宋朝政治人物。
開寶年間擔任秘書丞，曾推薦宋白。太宗太平興國三年（978年）知湖州，六年罷歸。淳化三年（992年）任侍御史。